# Radio Emtsa HaDerekh
Radio Emtsa HaDerekh (en hébreu רדיו אמצע הדרך) est une radio israélienne privée. Elle est diffusée dans le centre du pays (אמצע, centre en hébreu).
Le siège de la radio est à Netanya. Le directeur de la radio est Aaron Orgad (אהרון אורגד).
La radio est diffusée sur deux fréquences : 90 FM et 94.7 FM.